# Gekerfde zeepok
De gekerfde zeepok of gekartelde zeepok (Balanus crenatus) is een zeepokkensoort uit de familie van de Balanidae. De wetenschappelijke naam van de soort werd in 1789 voor het eerst geldig gepubliceerd door Bruguière. 

## Voorkomen
De soort komt vaak voor op krabben, aangespoelde schelpen en op drijvende voorwerpen. Ook komt deze soort in het laagste deel van de getijdenzone voor.

## Kenmerken
Kenmerkend voor Balanus crenatus is dat de bodem verkalkt is. 

## Foto's

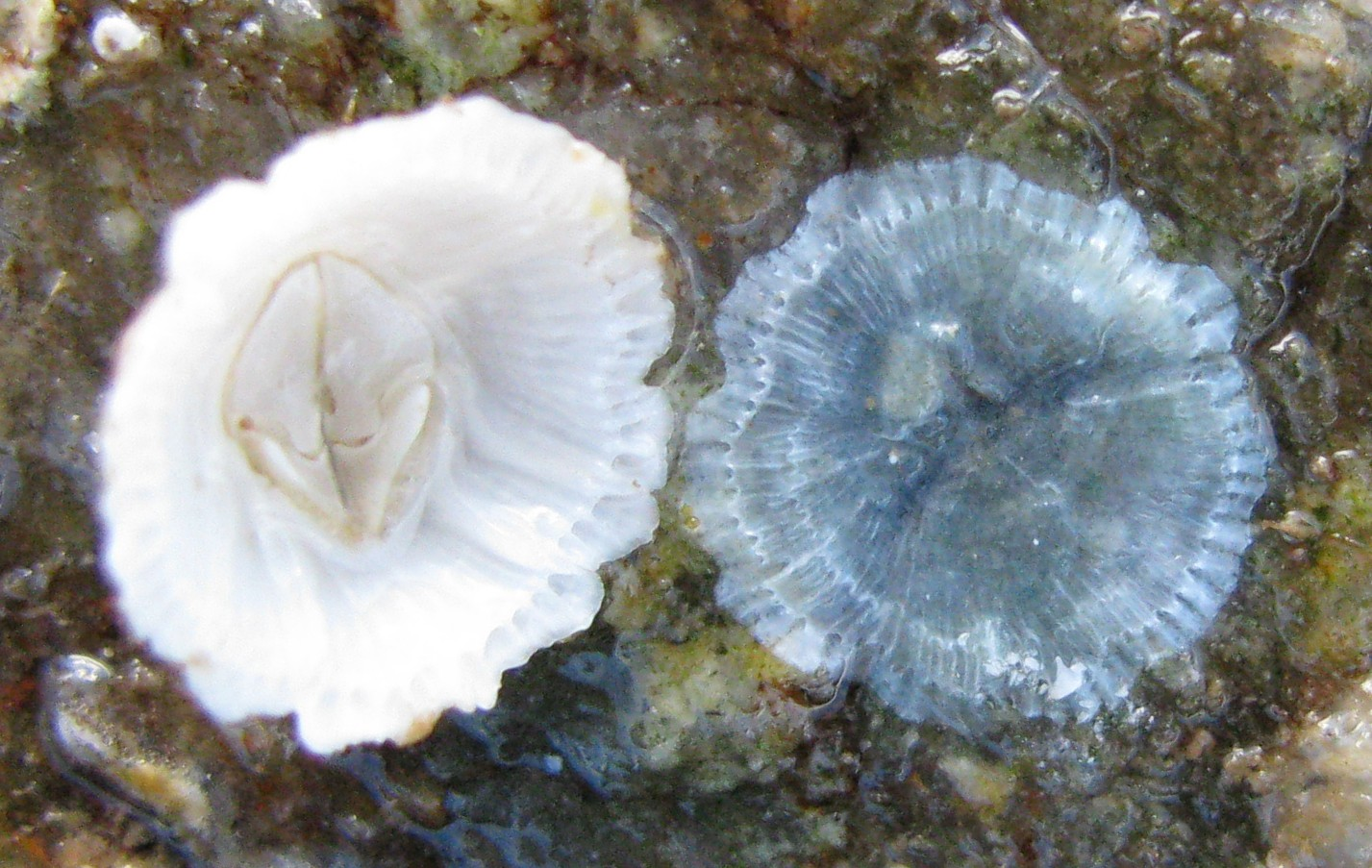
Balanus crenatus, met rechts de verkalkte bodem.
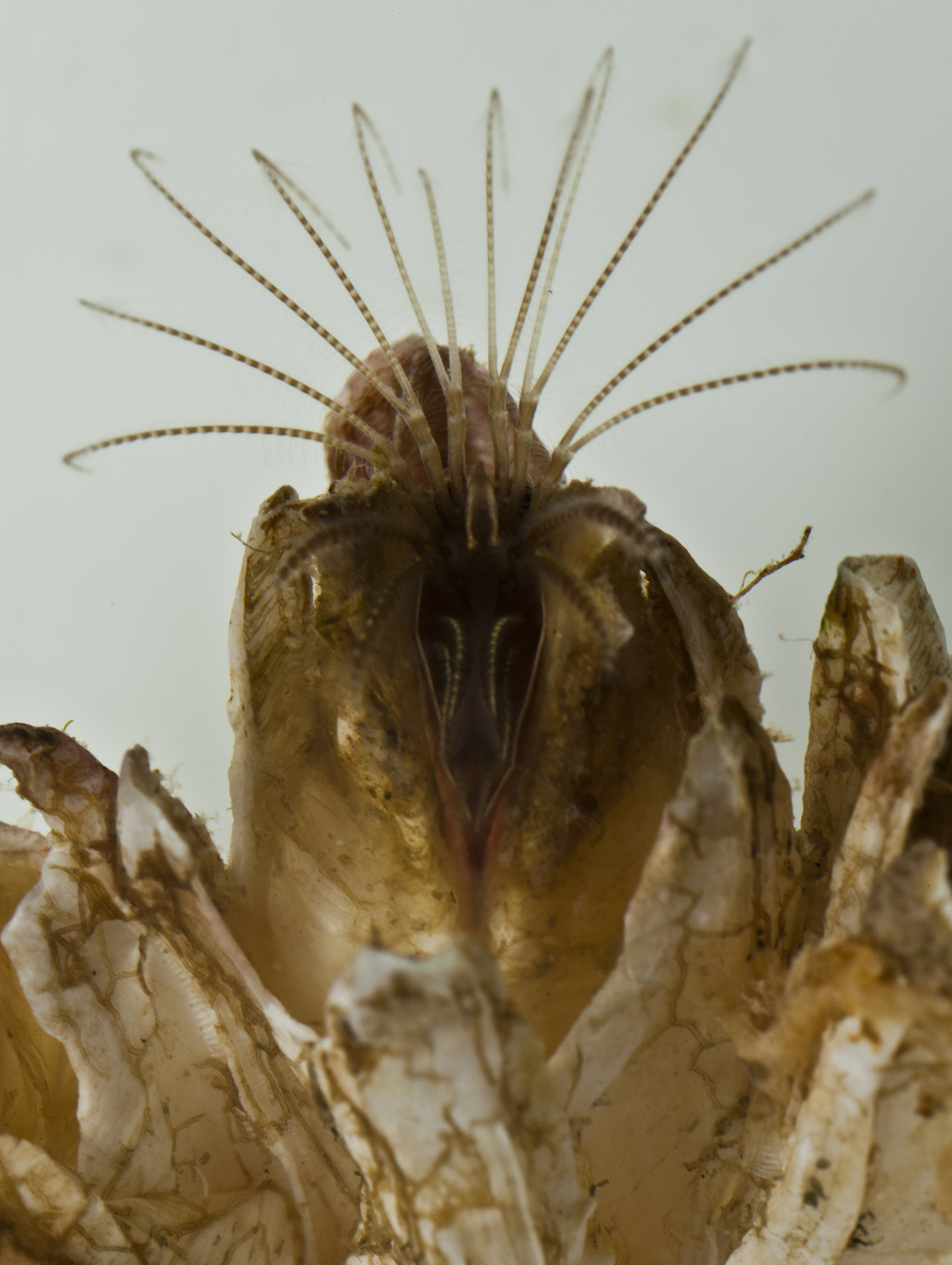
Balanus crenatus neemt voedsel op